# Klämmeshöjden
Klämmeshöjden är ett naturreservat i Kristinehamns kommun i Värmlands län.
Området är naturskyddat sedan 2014 och är 94 hektar stort. Reservatet omfattar en höjd i väster och våtmark i öster och består av granskog i sänkor och tallskog på höjderna.  